# Вудсайд (округ Оттер-Тейл)
Вудсайд (англ. Woodside) — тауншип в округе Оттер-Тейл, Миннесота, США. На 2000 год его население составило 293 человека.

## География
По данным Бюро переписи населения США площадь тауншипа составляет 93,8 км², из которых 93,8 км² занимает суша, водоёмов нет.

## Демография
По данным переписи населения 2000 года здесь находились 293 человека, 90 домохозяйств и 77 семей. Плотность населения — 3,1 чел./км². На территории тауншипа расположено 120 построек со средней плотностью 1,3 построек на один квадратный километр. Расовый состав населения: 96,59 % белых, 2,05 % коренных американцев и 1,37 % приходится на две или более других рас.
Из 90 домохозяйств в 42,2 % воспитывались дети до 18 лет, в 68,9 % проживали супружеские пары, в 6,7 % проживали незамужние женщины и в 14,4 % домохозяйств проживали несемейные люди. 13,3 % домохозяйств состояли из одного человека, при том 4,4 % из — одиноких пожилых людей старше 65 лет. Средний размер домохозяйства — 3,26, а семьи — 3,53 человека.
35,2 % населения — младше 18 лет, 9,2 % — в возрасте от 18 до 24 лет, 20,1 % — от 25 до 44, 23,5 % — от 45 до 64, и 11,9 % — старше 65 лет. Средний возраст — 32 года. На каждые 100 женщин приходилось 106,3 мужчин. На каждые 100 женщин старше 18 приходилось 111,1 мужчин.
Средний годовой доход домохозяйства составлял 24 125 долларов, а средний годовой доход семьи — 26 042 доллара. Средний доход мужчин — 20 714 долларов, в то время как у женщин — 21 667. Доход на душу населения составил 9 716 долларов. За чертой бедности находились 17,3 % семей и 19,6 % всего населения тауншипа, из которых 19,3 % младше 18 и 25,9 % старше 65 лет.